# ألبرتو خوناس
ألبرتو خوناس (بالإسبانية: Alberto Jonás)‏ هو عازف بيانو وملحن إسباني، ولد في 1868 في مدريد في إسبانيا، وتوفي في 1943.

## وصلات خارجية
- ألبرتو خوناس على موقع ميوزك برينز (الإنجليزية)